# 岩崎富士男
岩崎 富士男（いわさき ふじお、1937年または1938年 - 2016年4月9日）は、日本のクリエイティブ・ディレクター、作詞家。広告業界大手の博報堂関西支社長代理で、その後大阪芸術大学放送学科長として教鞭をとった。クロード・Q（クロード・キュー）名義で手掛けたテレビアニメ『キューティーハニー』の同名オープニング主題歌の作詞で知られる。

## 略歴・人物
福岡県出身。法政大学卒業後、博報堂にてクリエイティブ・ディレクターとして活躍した。カンヌ国際広告フェスティバルグランプリなど、国際広告賞を多数受賞した。カンヌで受賞した作品は、パナソニックのCMで、果物の中で電球が光る「光のメニュー」だった。
2000年に大阪芸術大学教授となり、学生にコピーライティングなどを指導。2004年に同放送学科長に就任、2006年からは同大図書館長も兼務した。
2016年4月9日、心不全のため死去。78歳没。

## キューティーハニー
博報堂で化粧品のCM案をいくつか作ったところ、その中にあったのが「このごろ流行の“商品名”、こっちを向いてよ“商品名”」というものだったが、結局別の案が採用される。偶然にもそのフレーズが耳に残っていて、アニメの主題歌として使用したいという同僚が現れ、勝手に使ってくれと承諾したところ、『キューティーハニー』の同名主題歌の歌詞として使われた。なお、当初は2番までだったが、後に急遽3番の歌詞が必要になったことを電話口で聞かされ、仕方なくその場で3番の歌詞を作っている。
当初正体が分からなかった頃は、原作者の永井豪か、作曲を手がけ、稀に作詞も手がける渡辺岳夫の偽名ではないかという噂があった。
クロード・Qとして他に作詞した作品としては、JR東西線北新地駅に設置されているモニュメント（銅像）「キタノザウルス」のテーマ曲「キタノザウルス キ・タ・ノ」（歌：美貴じゅん子）などがある。
博報堂ではアルバイトが禁止されていたため、作詞の権利は全て放棄している。

## 阪神・淡路大震災の「赤枠の伝言カード」
1995年、阪神・淡路大震災の避難所で、被災者らが安否を伝えるための、赤い枠の伝言用紙を博報堂関西支社が配布した。岩崎はこの発案者の一人である。